# Emil Smetánka
Emil Smetánka (14. října 1875 Horní Krupá u Havlíčkova Brodu – 6. ledna 1949 Praha) byl český bohemista, profesor češtiny a staré české literatury na Univerzitě Karlově v Praze.

## Život

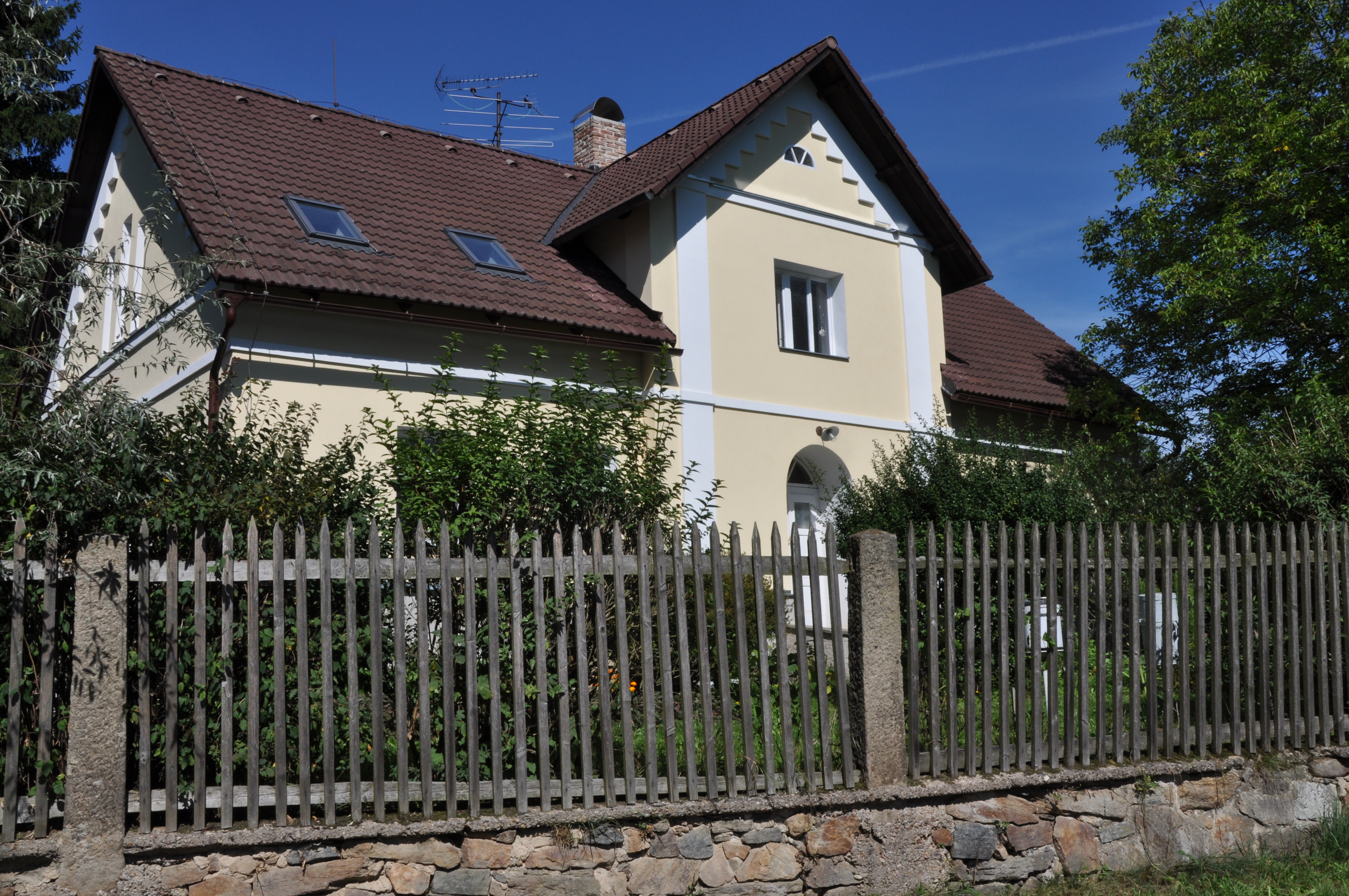
Fara v Horní Krupé – rodný dům Emila Smetánky.

Emil Smetánka se narodil 14. října 1875 v rodině evangelického faráře v Horní Krupé. Nejdříve studoval na havlíčkobrodském a poté na kolínském gymnáziu. Po maturitě odešel na tehdejší Karlo-Ferdinandovu univerzitu studovat moderní filologii. Po absolvování učil na reálkách v Praze (například v Ječné) a Mladé Boleslavi. V roce 1904 se stal docentem, v roce 1915 profesorem. Na Karlově Univerzitě působil jako profesor českého jazyka a starší literatury. Zde pracoval až do roku 1939. Pohřben je ve Sněžném.

## Tvorba
Smetánka ve svém díle navázal na činnost svého učitele, profesora Jana Gebauera. Zabýval se staročeskou a novočeskou gramatikou a staročeskou literaturou. Jako hlavní redaktor Pravidel českého pravopisu prosazoval počeštěné psaní cizích slov. Byl také členem hlavní redakce Příručního slovníku jazyka českého. Po vzniku Československé republiky se zasloužil o vytvoření vojenské, poštovní a lékařské terminologie. Pro cizince vydal příručku české mluvnice a konverzace. Redigoval časopis Naše řeč.
Po Janu Gebauerovi redigoval Staročeský slovník. S literárněhistorickým komentářem připravil k vydání některá významná díla staročeské literatury jako např. Postilu a Síť víry Pravé od Petra Chelčického a Kšaft umírající matky jednoty bratrské od Jana Amose Komenského. Spolu s Jaroslavem Vlčkem a Václavem Ertlem napsal Stručné dějiny literatury české.

## Publikace
- Skloňování v jazyce českém, 1909
- Starší literatura česká, 1910

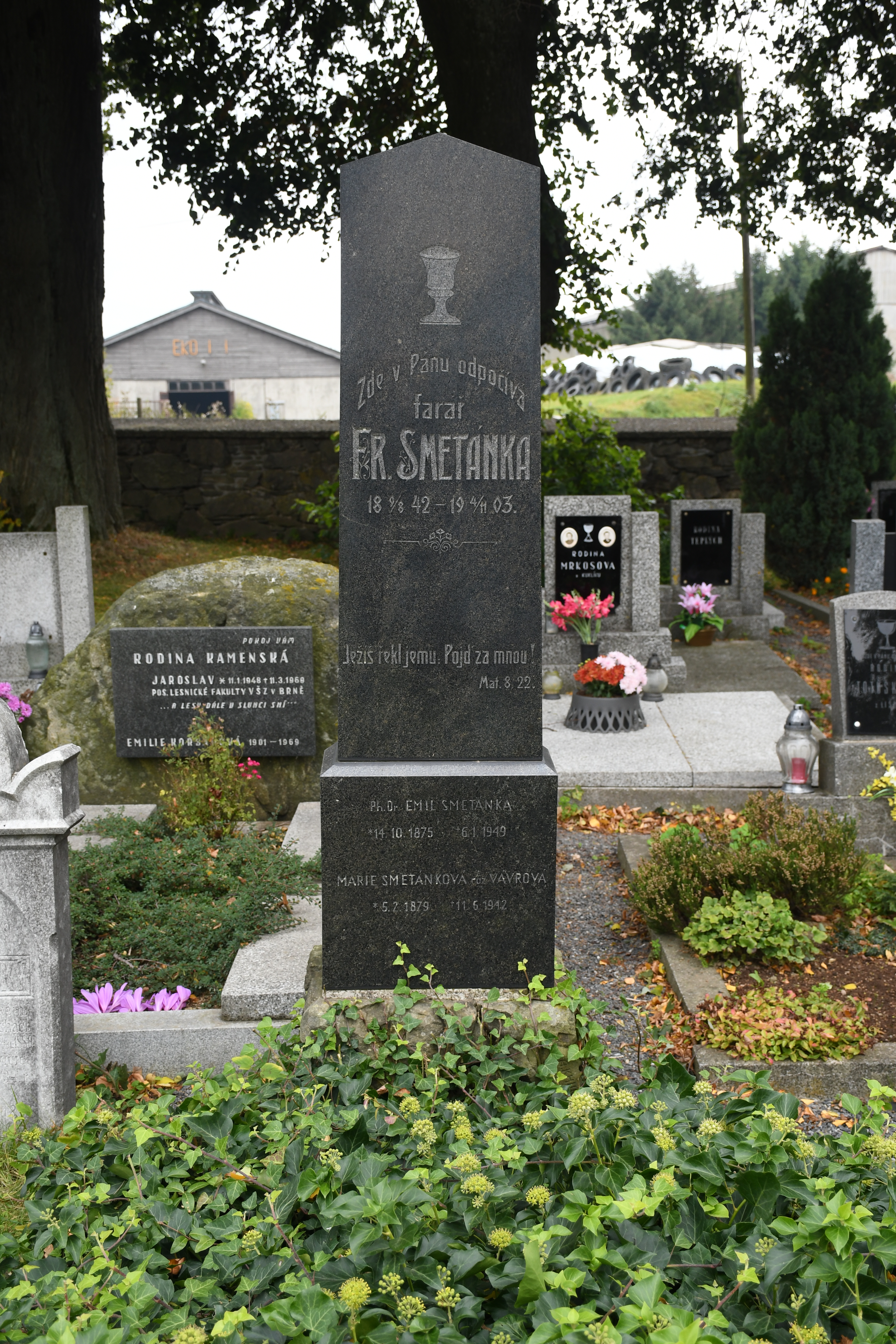
Náhrobek ve Sněžném

- Tschechisches Lesebuch mit Glossar, 1914
- Tschechische Grammatik, 1920
- Dějiny staročeské literatury, 1928
- Československé časování, 1928
- Vybrané části ze skladby jazyka československého, 1930
- Československé hláskosloví, 1931